# جرجرة (جبلة)

تعديل مصدري - تعديل

جرجرة محلة تابعة لقرية المحفان، التابعة لعزلة الثوابي بمديرية جبلة إحدى مديريات محافظة إب في الجمهورية اليمنية، بلغ تعداد سكانها 36 حسب تعداد اليمن لعام 2004.